# رايموند أسيفيدو
رايموند أسيفيدو (بالإنجليزية: Raymond Acevedo)‏ هو مغني أمريكي، ولد في 21 ديسمبر 1971.

## وصلات خارجية
- الموقع الرسمي